# My Savior
| Оценки критиков             | Оценки критиков |
| Источник                    | Оценка          |
| --------------------------- | --------------- |
| 365 Days of Inspiring Media | 4.5/5           |
| AllMusic                    | [ 3 ]           |
| CCM Magazine                | [ 4 ]           |
| Entertainment Weekly        | A               |
| Spectrum Culture            | 68/100          |

My Savior (с англ. — «Мой спаситель») — восьмой студийный альбом американской кантри-певицы Кэрри Андервуд. Это первый её госпел-диск. Релиз в Северной Америке состоялся 26 марта 2021 года, спродюсировали его сама певица и Давид Гарсия, который помогал ей на шестом студийном диске Cry Pretty. На 64-й церемонии «Грэмми» альбом получил награду в категории Best Roots Gospel Album.

## История
После выпуска в сентябре 2020 года своего первого альбома христианской музыки My Gift, на фоне пандемии COVID-19, Андервуд решила записать альбом каверов музыки госпел, говоря: «Этот альбом — тот, который я всегда хотел сделать». В январе 2021 года Андервуд поделилась с журналом «People»: «Во всем, что я делаю, я просто хочу быть позитивной. И у нас был рождественский альбом, который был так близок и дорог моему сердцу. Прошлый год был тяжёлым годом для меня, и я думаю, что просто хочу быть позитивной в этом мире и петь эти песни, которые приносят мне столько радости, надеюсь, эти песни могут принести другим радость. Это относится ко всему, что я делаю. ..Я просто хочу делать что-то хорошее». Развивая аргументы в пользу создания христианского альбома, Андервуд сказала: «Создавать такую музыку, вдохновляющую музыку, которая близка и дорога моему сердцу, было для меня большим благословением. Эти два альбома уже вошли в мой музыкальный каталог с самого начала моей карьеры и были запланирован задолго до событий прошлого года, но почему-то кажется, что это идеальное время, чтобы поделиться этими любимыми песнями со всем миром».

## Отзывы
Альбом My Savior получил положительные отзывы музыкальной критики и интернет-изданий.
Хилари Хьюз из «Entertainment Weekly» оценила альбом на уровне «А» и похвалила качество записи, написав: «Благодаря скудной эстетике, которая опирается на акустические аранжировки и силу голоса Андервуд, впечатления от прослушивания намного ближе к тому, что можно было бы найти в церковной службе (в которой участвовала группа лучших исполнителей из Нэшвилла), чем мощное звучание её предыдущих альбомов». Журнал «Riff Magazine» дал положительный отзыв об альбоме, написав: «Для тех, кто знаком с темами музыки Кэрри Андервуд, неудивительно, что она наконец решила записать альбом в стандартах госпел. В её новом альбоме My Savior используются оттенки кантри и поп-музыки, чтобы заполнить альбом традиционных гимнов, которые в основном исполняет изящный и успокаивающий голос Андервуд, который продвигал её вверх по чартам более 15 лет». Веб-сайт Worship Leader похвалил альбом, написав: «Сохраняя традиционное чувство, которое заставило эти гимны выдержать испытание временем, Андервуд сумела внести свой современный штрих в каждую из этих классических песен, не теряя ни капли их значительной истории». Country Universe оценила альбом на 4 из 5 звезд, написав: «В целом, My Savior удается передать её веру и музыкальность в этом альбоме, не теряя при этом искренности и сердца».

## Награды и номинации
Альбом был номинирован в категории Bluegrass/Country/Roots Album of the Year на 52-й церемонии GMA Dove Awards, а песня «Great Is Thy Faithfulness» выиграла награду Inspirational Recorded Song of the Year.
На 64-й церемонии «Грэмми» альбом получил награду в категории Best Roots Gospel Album at the 64th Annual Grammy Awards.
Grammy Awards
| Год  | Номинируемая работа | Категория               | Результат |
| ---- | ------------------- | ----------------------- | --------- |
| 2022 | My Savior           | Best Roots Gospel Album | Победа    |

## Коммерческий успех
Альбом дебютировал на втором месте кантри-чарта Top Country Albums. Одновременно альбом дебютировал на № 4 в мультижанровом хит-параде Billboard 200 (9-й подряд альбом Андервуд в Top-5) с тиражом 73 000 эквивалентных единиц, включая 68 тыс. копий традиционных продаж (став № 1 по продажам).
Андервуд стала первым в истории музыкантом с девятью подряд дебютами на первом месте кантри-чарта Billboard Top Country Albums.

## Список композиций
| №                   | Название                                              | Автор(ы)                                         | Длительность |
| ------------------- | ----------------------------------------------------- | ------------------------------------------------ | ------------ |
| 1.                  | «Jesus Loves Me» (instrumental)                       | Anna Bartlett Warner William Batchelder Bradbury | 1:06         |
| 2.                  | «Nothing but the Blood of Jesus»                      | Robert Lowry                                     | 3:30         |
| 3.                  | «Blessed Assurance»                                   | Fanny Crosby Phoebe Knapp                        | 3:57         |
| 4.                  | «Just as I Am»                                        | Charlotte Elliott Bradbury                       | 3:16         |
| 5.                  | «Victory in Jesus»                                    | Eugene Monroe Bartlett                           | 4:15         |
| 6.                  | «Great Is Thy Faithfulness» (при участии CeCe Winans) | Thomas Chisholm William M. Runyan                | 4:21         |
| 7.                  | «O How I Love Jesus»                                  | Frederick Whitfield                              | 3:26         |
| 8.                  | «How Great Thou Art»                                  | Carl Boberg Stuart K. Hine                       | 5:20         |
| 9.                  | «Because He Lives»                                    | Bill Gaither Gloria Gaither                      | 4:47         |
| 10.                 | «The Old Rugged Cross»                                | George Bennard                                   | 3:30         |
| 11.                 | «I Surrender All»                                     | Judson W. Van DeVenter Winfield S. Weeden        | 3:54         |
| 12.                 | «Softly and Tenderly»                                 | Will Lamartine Thompson                          | 5:29         |
| 13.                 | «Amazing Grace»                                       | John Newton                                      | 2:56         |
| Общая длительность: | Общая длительность:                                   | Общая длительность:                              | 48:47        |

## Чарты
| Чарт (2021)                                     | Высшая позиция |
| ----------------------------------------------- | -------------- |
| Австралия (ARIA)                                | 54             |
| Австралия (Country Albums, ARIA)                | 5              |
| Канада (Canadian Albums Chart)                  | 15             |
| Шотландия (Scottish Albums Chart)               | 26             |
| Великобритания (Album Downloads, OCC)           | 22             |
| Великобритания (Christian & Gospel Albums, OCC) | 3              |
| Великобритания (UK Country Albums Chart)        | 1              |
| США (Billboard 200)                             | 4              |
| США (Billboard Christian Albums)                | 1              |
| США (Billboard Top Country Albums)              | 1              |

| Чарт (2021)                         | Позиция |
| ----------------------------------- | ------- |
| США (Billboard 200)                 | 193     |
| США (Christian Albums, Billboard)   | 4       |
| США (Top Country Albums, Billboard) | 33      |